# 福井テレビ News イット!
『福井テレビ News イット!』（ふくいテレビ ニュースイット）は、福井テレビジョン放送で夕方に放送している福井県向けのローカルワイドニュース番組である。2019年4月1日から2021年3月28日までは『福井テレビ Live News』（ふくいテレビ ライブニュース）、同年3月29日から6月27日までは『Live News イット!』（ライブニュースイット）のタイトルで放送されていた。

## 概要
キー局であるフジテレビが新たな報道番組として『Live News it!』をスタートさせることに伴い、2018年4月2日から1年間続いた『福井テレビ プライムニュース』の後継番組として2019年4月1日に放送を開始した。2021年3月26日まで、平日放送分に関しては自社制作の夕方ワイド番組である『おかえりなさ～い』を内包しており、編成上のタイトルは『福井テレビLive News&おかえりなさ〜い』となっていたが、同日をもって『おかえりなさ〜い』が終了し、さらに同年3月29日から番組タイトルがキー局（2020年9月28日から）と同一の『Live News イット!』に、同年6月28日からは再び局名を冠した『福井テレビ News イット!』（EPG上は『福井テレビ ニュース・イット!』と表記→2025年6月中旬頃からは『イット!』）に変更された。また、同年7月5日から2023年12月28日までは17:20頃に県内ニュースのラインナップが放送されていた。
2021年10月4日以降、北陸3県のフジテレビ系列局で唯一『イット!』第2部からネットする局であったが、2023年4月以降は15時45分開始となる。

### タイトルロゴ
- 2019年4月1日 - 2021年3月28日

カラーリング：福井テレビ LiveNews ライブニュース
上段は『福井テレビ』（改行）『Live』、下段は『News』（改行）『ライブニュース』と表記。
- 2021年3月29日 - 2023年3月31日

カラーリング：福井テレビ news イット!
上段は『福井テレビ news』、下段は『イット!』と表記。
- 2023年4月3日 - 現在

カラーリング：!福井テレビ news イット!
左側2段分に『!』、上段は『福井テレビ』、下段は『news イット!』と表記。

## 出演者
（2025年7月時点）
- 吉田圭吾
- 今野真帆（産休期間あり）
- 倉地恵利
- 田島嘉晃
- 佐々木拓哉
- 福山千奈

### 過去
- 丸山勝義[4]
- 坂本剛史
- 井上愛梨
- 中道詩織
- 佐橋嬉香
- 田辺真南葉

## 放送時間

### 平日版
| 期間      | 期間      | 放送時間（JST）                     | ローカル枠                    | ローカル枠                                       | 備考 |
| 期間      | 期間      | 放送時間（JST）                     | 17時台 『おかえりなさ〜い』   | 18時台                                           | 備考 |
| --------- | --------- | ----------------------------------- | ----------------------------- | ------------------------------------------------ | --- |
| 2019.4.1  | 2020.3.27 | 月曜 - 金曜 16:50 - 19:00 （130分） | 17:12.30 - 17:53 （40分30秒） | 18:14 - 19:00 （46分）                           | - 16:50 - 17:12.30・17:53 - 18:14に『Live News it!』を内包。 |
| 2020.3.30 | 2020.9.25 | 月曜 - 金曜 16:50 - 19:00 （130分） | 17:15 - 17:53 （38分）        | 18:14 - 19:00 （46分）                           | - 16:50 - 17:12.30・17:53 - 18:14に『Live News it!』を内包。 - 新型コロナウイルス感染症問題の報道に力を入れるため、2020年4月13日 - 7月17日は『おかえりなさ〜い』を休止し、『Live News it!・第1部』（16:50 - 17:53）を臨時フルネットした。同年7月20日の『おかえりなさ〜い』再開後は、17:45頃に『it!』に飛び乗りするようになった（飛び乗りタイミングは福井テレビ側で調整）。 |
| 2020.9.28 | 2021.3.26 | 月曜 - 金曜 16:50 - 19:00 （130分） | 17:15 - 17:48 （33分）        | 18:09 - 18:45.30・18:55 - 19:00 （合計41分30秒） | - 16:50 - 17:12.30・17:48 - 18:09・18:45.30 - 18:55に『Live News イット!』を内包。 |
| 2021.3.29 | 2023.3.31 | 月曜 - 金曜 16:50 - 19:00 （130分） | （放送終了）                  | 18:09 - 18:45.30・18:55 - 19:00 （合計41分30秒） | - 16:50 - 17:20頃・17:27頃 - 18:09・18:45.30 - 18:55に『Live News イット!』を内包。 - 2021年6月28日からは17:20頃 - 17:27頃は県内ニュースのラインナップと天気予報を放送（飛び乗りタイミングは福井テレビ側で調整）。 |
| 2023.4.3  | （現在）  | 月曜 - 金曜 15:45 - 19:00 （195分） | （放送終了）                  | 18:09 - 18:45.30・18:55 - 19:00 （合計41分30秒） | - 15:45 - 17:20頃・17:30頃 - 18:09・18:45.30 - 18:55に『Live News イット!』を内包。 - 17:20頃 - 17:30頃は「先出し News イット!」として県内ニュースのラインナップと天気予報を放送（飛び乗りタイミングは福井テレビ側で調整）。 - 2023年5月26日からはEPG上で15:45 - 18:09（全国のニュース）と18:09 - 19:00（福井のニュース）に分割された。                                    |

### 週末版
- 土曜・日曜 17:30 - 18:00
  - このうち、17:30 - 17:46.40はフジテレビ『FNN Live News イット!』。
  - EPGなど編成上は18:00までとなっている[5]が、実際には17:57に終了する。